# El Señor de los Anillos: la Guerra de los Rohirrim
The Lord of the Rings: The War of the Rohirrim (en español: El Señor de los Anillos: La Guerra de los Rohirrim y en japonés: ロード・オブ・ザ・リング／ローハンの戦い Rōdo Obu za ringu/ rōhan notatakai?) es una película animada de fantasía dirigida por Kenji Kamiyama a partir de un guion de Phoebe Gittins y Arty Papageorgiou, basada en la novela El Señor de los Anillos, de J. R. R. Tolkien. Producida por New Line Cinema y Warner Bros. Animation y con animación producida por Sola Entertainment, la película es una precuela ambientada 183 años antes de los acontecimientos representados en la trilogía cinematográfica de El Señor de los Anillos. Es protagonizada por Brian Cox como Helm "Mano de hierro", un rey legendario de Rohan, junto a Miranda Otto, 
quien apareció en la trilogía en el papel de Éowyn.
La película se anunció oficialmente en junio de 2021 junto con la participación de Kamiyama, la consultora Philippa Boyens, quien coescribió la trilogía cinematográfica de El Señor de los Anillos, y los escritores iniciales Jeffrey Addiss y Will Matthews. El trabajo de animación había comenzado para entonces, inspirándose visualmente en esas películas. Gittins y Papageorgiou estaban trabajando en el guion en febrero de 2022.
El Señor de los Anillos: la Guerra de los Rohirrim se estrenó en cines en los mercados internacionales el 5 de diciembre de 2024, antes de ser estrenada en los Estados Unidos el 13 de diciembre de 2024, por Warner Bros. Pictures. La película ha recibido críticas mixtas.

## Argumento
La película inicia con la voz en off de Eowyn, quien narra la historia de Helm Mano de Hierro, legendario rey de Rohan, y su única hija Héra, una joven rebelde y testaruda, situada casi doscientos años antes de que Bilbo Bolsón encontrara el Anillo Único.
La joven Héra cabalga por las planicies de Rohan hasta un monte elevado, desde donde lanza un trozo de carne al aire para alimentar a una de las Grandes Águilas que habitan en las Montañas. De regreso a Edoras se encuentra con su hermano Háma y Olwyn, su dama de compañía y una antigua doncella escudera, quienes le comunican que Freca, el ambicioso y rebelde Señor de la Marca Occidental, ha convocado un Concilio en el Palacio de Meduseld. Allí Héra se reúne con su hermano mayor Haleth, su primo Freáláf Hildeson, el joven escudero Leaf y el resto de lores del reino.
El Rey Helm inicia el Concilio y ante la ausencia de Freca da por hecho que la reunión terminará pronto, pero este último llega al palacio acompañado de su hijo Wulf, viejo amigo de la infancia de Héra, y su mano derecha el General Targg de Dunland. Luego de un tenso intercambio de palabras, Freca propone la unión matrimonial entre Héra y su hijo Wulf con el fin de "unir al reino"; pero Helm desconfía de Freca, ya que este no desea realmente formar una alianza sino alcanzar el trono. Freca le dice que no tiene toda la lealtad que cree tener, lo que enfurece a Helm, quien propone resolver su disputa a puño limpio fuera del palacio. 
Tiempo después una extraña amenaza surge en la Frontera Este y por cuestiones de seguridad Helm decide que Héra cabalgue acompañada de Freáláf, Olwyn y Leaf. El grupo se encuentra con el cadáver de un mercenario haradrim y deducen que era un domador de bestias. Pronto son atacados por un feroz Olifante al que Héra logra distraer y conducir a un bosque cercano en cuyo lago habita una misteriosa criatura en forma de kraken apodada el "Guardián del Agua". La estratagema funciona y el Olifante es devorado por el Guardián. Casualmente, Héra se encuentra con el general Targg, quien la rapta y la lleva a la antigua fortaleza gondoriana de Isengard, ocupada por tribus de Dunlendinos y mercenarios sureños que le juraron lealtad a un nuevo Señor que no es otro que Wulf. Este planea atacar Rohan, matar a toda la familia real y apoderarse del trono. Héra intenta disuadirlo en vano y está a punto de ser asesinada, pero es rescatada por Olwyn y Freáláf.  
Se celebra un concilio de guerra en Edoras donde Freáláf propone retirarse a las fortalezas, encender las Almenaras y pedir ayuda a Gondor. Helm, demasiado orgulloso para abandonar la capital, rechaza su consejo. Lord Thorne, Señor del Páramo, ningunea a Freáláf por su juventud y se ofrece a defender la ciudad con trescientos de sus jinetes. Freáláf insiste en ser escuchado pero el Rey, enojado con él por no haber evitado el rapto de Héra, lo degrada y envía a El Sagrario. A pesar del maltrato de su tío, Freáláf obedece y asegura que siempre contará con su lealtad, la valore o no.  
Los Dunlendinos atacan por la noche y se desata la batalla. Helm se extraña tanto de la ausencia de Wulf como de Thorne, asumiendo que este último se ha retrasado. Héra descubre que Thorne los ha traicionado y evacua la ciudad. Este la sorprende en los establos e intenta matarla, pero acaba muriendo casi accidentalmente en el intento. Wulf reaparece y ataca Edoras por el flanco libre dejado por Thorne. Helm ordena la retirada hacia la ciudad en llamas. Haleth derriba a un Olifante frente a las puertas de Meduseld, pero una flecha lanzada por Wulf le atraviesa la garganta, matándolo. Helm es herido y los Rohirrim se retiran a la fortaleza de Cuernavilla. Háma decide quedarse atrás para cubrir la retirada y es capturado por Wulf, quien lo ejecuta frente a las horrorizadas miradas de Helm y Héra. Luego, Wulf toma la corona y ordena iniciar un asedio a pesar del consejo de Targg. 
El Largo Invierno llega y hace estragos en ambos bandos. Mientras Freáláf permanece en El Sagrario a la espera de alguna noticia, los refugiados en Cuernavilla desesperan ante la falta de suministros y la incomunicación con el mundo exterior -pues todas sus aves mensajeras son derribadas-. Fruto de la locura y el dolor, Helm realiza salvajes incursiones nocturnas al campamento dunlendino -precedidas por el sonido de su cuerno-, cosa que los aterroriza. Pronto se esparce el rumor -reforzado por la misteriosa desaparición de los cuerpos de los caídos- de que el Rey se ha convertido en "un Espectro que viene a devorarlos". Héra, ante la repentina desaparición de su padre, descubre un túnel secreto por el cual este sale todas las noches. Tras seguir la silueta fantasmal de Helm sale al exterior de una cueva, donde encuentra a dos orcos y un troll de las nieves devorando los cadáveres y sustrayendo de estos anillos para Mordor. La joven es capturada por las criaturas, pero Helm la rescata y le pide perdón por todo lo sucedido. El ruido de la batalla no pasa desapercibido por los Dunlendinos, quienes se lanzan en su persecución. Padre e hija llegan a la puerta de la fortaleza pero esta se atasca por el frío. Helm logra abrirla lo suficiente como para poner a Héra a salvo y antes de cerrarla se despide de ella, diciéndole que ahora debe liderar a su pueblo. Luego, resiste valientemente el ataque enemigo en medio de una intensa tormenta de nieve. Al día siguiente es encontrado congelado frente a la puerta, aún resistiendo y con las rodillas sin doblegar. En su memoria los Rohirrim renombran el fuerte como Abismo de Helm. 
Targg intenta convencer a Wulf de levantar el asedio, pero este se niega, pues considera que sin su venganza todo lo que hizo sería en vano, y ordena finalizar la construcción del gran puente sobre el cual podrá asaltar el muro. Héra descubre que el Águila que previamente había alimentado vive en lo alto de la montaña que domina el valle y, ante el conocimiento de que dichas criaturas entienden el lenguaje de los hombres, decide pedirle ayuda, cosa que el Águila acepta y vuela hacia El Sagrario llevando una mochila en sus garras.  
El gran puente cae sobre el muro y Wulf inicia el asalto final. Héra asume el papel de una doncella escudera y lo desafía a un combate singular: si Wulf gana, será digno de portar la corona, pero si pierde, deberá dejar a Héra y a su pueblo en paz. Wulf acepta a pesar de los consejos de su general. Mientras tanto, Leaf aprovecha el momento de distracción para llevar a los refugiados por el túnel secreto de Helm rumbo a las montañas. Héra derrota a Wulf y lo insta a cumplir su promesa, pero este se niega y ordena atacar de todos modos. Targg, decepcionado ante la cobardía y falta de honor de su líder, decide abandonarlo, pero Wulf lo apuñala y el ataque se reanuda. Todo parece perdido hasta que el Águila regresa junto a un ejército de jinetes encabezado por una figura parecida a Helm -que en realidad es Freáláf portando la armadura de su difunto tío-, cosa que aterra a los Dunlendinos y los hace huir. Wulf finge su rendición y ataca a traición a Héra, que con ayuda de Olwyn logra finalmente matarlo. Los Jinetes de Rohan ganan la batalla y dejan ir a los enemigos restantes.  
Llega la primavera, Edoras es reconstruida y Freáláf se convierte en rey, iniciando así la segunda línea de reyes. Durante su coronación se presenta ante él el mago Saruman el Blanco, nuevo Señor de Isengard, prometiéndole ayuda en lo que necesite. Héra, que ha rechazado el trono en favor de su primo, recibe una carta de otro mago, Gandalf el Gris, quien desea hacerle algunas preguntas sobre los anillos que buscaban los orcos. Junto a Olwyn parte de Rohan hacia nuevas aventuras.  

## Reparto
- Brian Cox como Helm Hammerhand: El temperamental rey de Rohan que intenta proteger a su pueblo. Al director Kenji Kamiyama le intrigaba la historia del final del linaje de Helm, viéndolo como una lección sobre la responsabilidad y el poder.
- Gaia Wise como Héra: La hija de Helm que ayuda a defender a su pueblo. Wise dijo que el personaje estaba más cerca de las heroínas femeninas de las películas de anime de Hayao Miyazaki como Nausicaä del Valle del Viento (1984) que de Éowyn y Arwen, las heroínas femeninas de la Trilogía cinematográfica de El Señor de los Anillos. Mientras que esos personajes son «mujeres completamente formadas», Wise dijo que Héra era rebelde y complicada.
- Luke Pasqualino como Wulf: El despiadado líder de los Dunlendinos que busca venganza contra Rohan por la muerte de su padre. A diferencia de anteriores antagonistas de la franquicia, Wulf es sólo un humano en lugar de un malvado mago o señor oscuro. La productora Philippa Boyens consideró que esto lo hacía más interesante y peligroso, y dijo que el personaje era relevante para «muchas de las crisis a las que nos enfrentamos hoy en día».
- Miranda Otto como Éowyn: Una futura escudera de Rohan que narra la película. Reinterpretó su papel de la Trilogía cinematográfica de El Señor de los Anillos.

Además, el reparto de voces de la película incluye a Lorraine Ashbourne como Olwyn; Yazdan Qafouri y Benjamin Wainwright como los hijos de Helm, Hama y Haleth, respectivamente; Laurence Ubong Williams como Fréaláf Hildeson, sobrino de Helm y sucesor al trono de Rohan; Shaun Dooley como Freca, el padre de Wulf, un señor de Dunlendino con sangre rohírrica que intenta reclamar el trono; Michael Wildman como el General Targg; Jude Akuwudike como Lord Thorne; Bilal Hasna como Lief; y Janine Duvitski como la Vieja Pennicruik. Christopher Lee pone voz póstumamente a Saruman a través de una grabación de archivo. Billy Boyd y Dominic Monaghan (que interpretaron a Pippin y Merry en la trilogía cinematográfica original) hacen cameos interpretando a dos orcos, Shank y Wrot.

## Producción

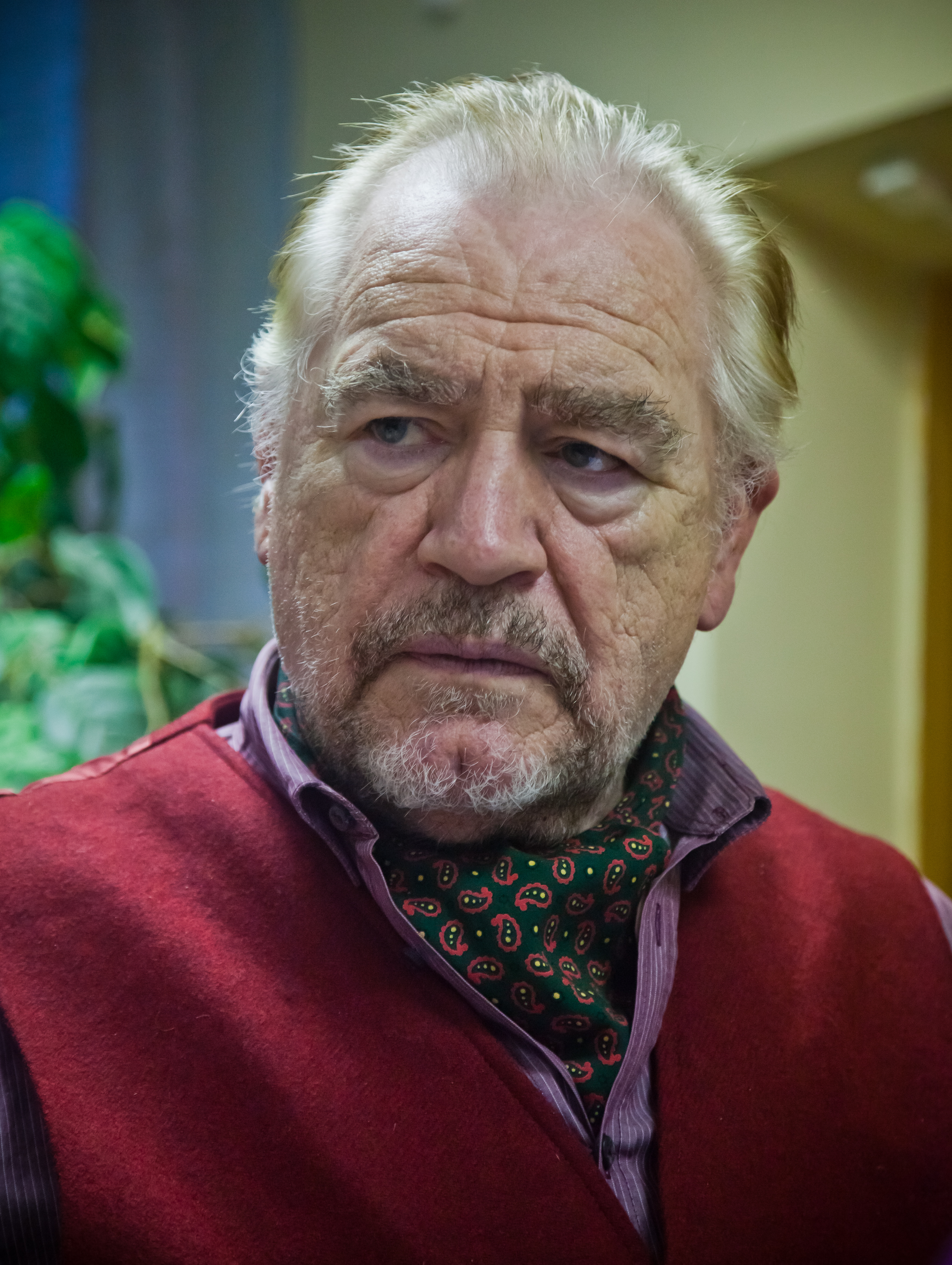
El actor británico Brian Cox en una fotografía de 2016.

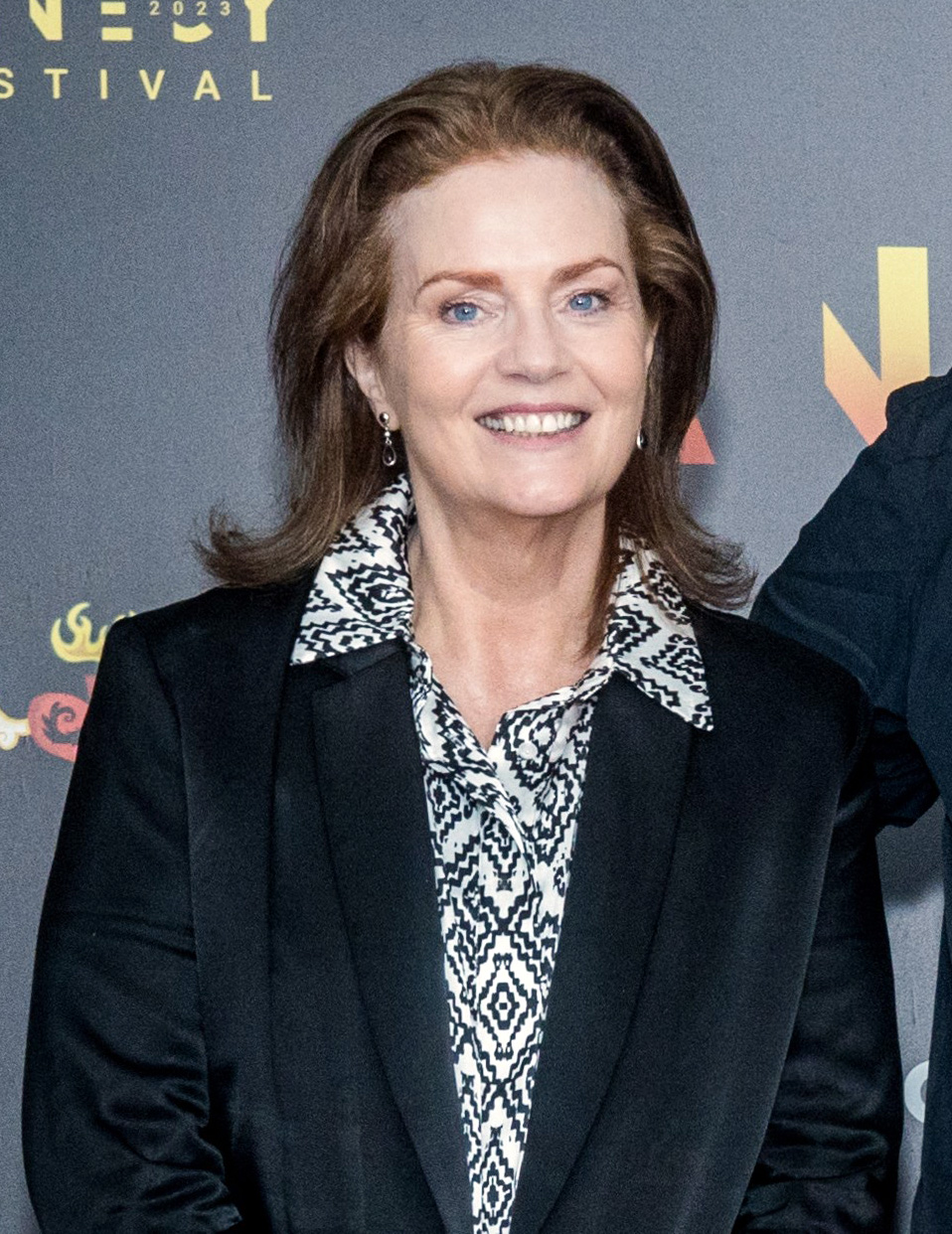
La Productora Philippa Boyens, que previamente coescribió la trilogía cinematográfica de The Lord of the Rings, en el Festival Internacional de Cine de Animación de Annecy en junio de 2023 donde promocionó la película.

### Desarrollo
Durante las celebraciones del vigésimo aniversario del lanzamiento de la película El Señor de los Anillos: la Comunidad del Anillo (2001), el estudio de cine New Line Cinema anunció en junio de 2021 que estaba acelerando el desarrollo de una película precuela de anime con Warner Bros. titulada The Lord of the Rings: The War of the Rohirrim. También se informó que la película estaría ambientada 261 años antes de los eventos de la trilogía cinematográfica de El Señor de los Anillos y contaría la historia de Helm "Mano de martillo", que se explora en los apéndices de El Señor de los Anillos, siendo el homónimo de la fortaleza del Abismo de Helm que se ve en El Señor de los Anillos: las dos torres (2002). Kenji Kamiyama y Joseph Chou habían sido elegidos para dirigir y producir la película, respectivamente, después de hacer lo mismo para la serie de televisión de anime Blade Runner: Black Lotus, con Jeffrey Addiss y Will Matthews escribiendo el guion.  La película estaba destinada a conectarse con la narrativa de la trilogía cinematográfica, con la coguionista de la trilogía, Philippa Boyens, asesorando sobre la precuela. El director de la trilogía, Peter Jackson, y la otra coguionista, Fran Walsh, no participaron en el proyecto. 
En febrero de 2022, Phoebe Gittins, la hija de Boyens, y su compañero de escritura, Arty Papageorgiou, estaban escribiendo el guion, basado en una historia de Addiss y Matthews. Richard Taylor, el director creativo de la compañía de efectos especiales Wētā Workshop, y los ilustradores Alan Lee y John Howe también se unieron al equipo creativo de la película después de trabajar en la trilogía de acción en vivo.

### Escritura
Se sugirieron varias ideas para la historia, pero Boyens insistió en que se centraran en el reino de Rohan, ya que consideraba que esa cultura era la más adecuada para el medio y resultaría familiar a los espectadores de las películas de Jackson. La guerra de los Rohirrim está ambientada 183 años antes de esas películas y cuenta la historia de Helm Hammerhand, un rey de Rohan. Tolkien menciona su historia en los apéndices de El Señor de los Anillos, concretamente en la sección «Casa de Eorl» del Apéndice A, que detalla la historia de los gobernantes de Rohan. Los productores optaron por contar esta historia porque su ambientación anterior en la línea temporal evita al villano Sauron y la influencia de su Anillo Único, y porque pensaron que la intensidad del conflicto y la forma en que se intensifica lo convertían en la elección adecuada para una adaptación cinematográfica. Boyens dijo que les permitía contar una historia trágica sobre los «escombros de la guerra», y examinar las ideas de honor, venganza, familia y resistencia.
Jeffrey Addiss y Will Matthews fueron contratados para escribir el guion inicial. Durante los bloqueos de la pandemia de COVID-19, Boyens pidió a su hija Phoebe Gittins y al compañero de escritura de Gittins, Arty Papageorgiou, que reescribieran el guion. Boyens se refería a ellas como «la nueva generación» y creía que era importante que se unieran a la franquicia voces nuevas y jóvenes. La pareja, que estaba trabajando en otro proyecto en ese momento, dudó en unirse a la película debido a la veneración por el material original y las películas anteriores que sentían tanto ellos como otros fanes. Se les convenció de que se unieran al proyecto gracias a las personas que trabajaban en él, muchos de los cuales habían trabajado en las películas de Jackson. Esto les permitió centrarse en la narración y en acercar el material a los estilos del anime, el cine japonés y la animación en general. Kamiyama quería incluir detalles clave que no encajaban en el guion inicial, como la forma exacta de asediar una ciudadela. Trabajó con Gittins y Papageorgiou para centrarse en los elementos más oscuros, claustrofóbicos y terroríficos de la guerra, en lugar de en las batallas a gran escala. El hecho de que los Dunlendinos que invaden Rohan lo hagan basándose en agravios históricos fue un elemento que resonó especialmente en el director.
La inclusión de Mûmakil gigantes con forma de elefante en el arte conceptual para la película provocó la preocupación de algunos fanes de que la película estuviera insertando a los ejércitos de Harad en la historia cuando Tolkien no mencionó su participación. Boyens reconoció que los apéndices no mencionan explícitamente a las fuerzas de Harad en esta historia, pero dijo que su participación podía deducirse ya que Tolkien menciona a enemigos de Gondor llegando para ayudar a los dunlendinos y en otras partes de los apéndices incluye a Harad como uno de los enemigos de Gondor en este periodo de tiempo. Los guionistas también interpretaron la descripción que hace Tolkien del líder de los Dunlending, Freca, como alguien lo suficientemente rico como para permitirse mercenarios de lugares como Harad, así como de los Corsarios de Umbar, otro enemigo de Gondor. A medida que avanzaba el desarrollo del guion, los guionistas decidieron introducir un narrador que contaría la historia de la película como parte de una tradición oral. Se eligió al personaje Éowyn de los principales acontecimientos de El Señor de los Anillos. Boyens afirmó que contar con una voz conocida en la película ayudó a los guionistas en su trabajo. Añadió que la narración aporta contexto a los fanes de las películas anteriores que no están familiarizados con la historia más amplia de la Tierra Media de Tolkien, y consideró que enmarcar la historia como una tradición oral era adecuado porque se estaba construyendo basándose en fragmentos y referencias del material fuente.
Tolkien dio detalles sobre las muertes de Helm y sus hijos, Haleth y Hama, pero el destino de su hija sin nombre no queda claro. Los productores decidieron ampliar su papel, convirtiéndola en la protagonista de la película. El primer nombre sugerido para el personaje no empezaba por «H», pero Boyens pensó que debía empezar por la misma letra que Helm, Haleth y Hama. Pidió ideas a Walsh y este sugirió que la llamaran como Hera Hilmar, la actriz islandesa que protagonizó su película Mortal Engines (2018). Para La guerra de los Rohirrim, el nombre se escribe «Héra» basándose en el inglés antiguo. No se pretendía que fuera una referencia a la diosa Hera de la Antigua religión griega. Los escritores no querían inventar completamente su caracterización ellos mismos, y Kamiyama sugirió que se inspiraran en la histórica líder femenina Æthelflæd ya que desempeñó un papel similar al de Héra y el propio Tolkien se inspiró en tales figuras históricas. Aunque el personaje puede luchar y montar a caballo como los hombres de Rohan, los guionistas no estaban interesados en representarla como una «princesa guerrera», que según ellos se había convertido en un tropo común. En su lugar, centraron el arco de su personaje en las decisiones que toma y las decisiones que toman los demás y que afectan a su vida. También se inspiraron en otros personajes femeninos de Tolkien, incluida Éowyn. Otro personaje que se amplió para la película es Fréaláf Hildeson, el sobrino de Helm que finalmente hereda el trono. Sólo se conoce a la madre de Fréaláf, por lo que cabe la posibilidad de que su padre no sea rohírico, sino de una tierra vecina.Boyens creía que este enfoque hacía que el ascenso de Fréaláf al trono resultara improbable para el público y ayudaba a diferenciarlo del personaje Éomer de El Señor de los Anillos, que tiene una historia similar.

### Reparto
El casting para la película comenzó en el momento de su anuncio en junio de 2021, y se esperaba que los detalles sobre el reparto se revelaran poco después de febrero de 2022. Ese junio, se reveló que Brian Cox pondría voz a Helm, con Gaia Wise como Héra, Luke Pasqualino como Wulf, y Miranda Otto retomando su papel de Éowyn de las películas de Jackson. Cox ya formó parte del reparto de voces en inglés para Black Lotus, y Boyens consideró que era una elección apropiada para Helm por su interpretación en una producción teatral de 1987 de la obra de William Shakespeare Tito Andrónico. Elogió a Wise por aportar una «fiereza» a su interpretación sin hacer que Héra sonara petulante.
En junio de 2022 también se reveló que formaban parte del reparto de la película Lorraine Ashbourne, Yazdan Qafouri, Benjamin Wainwright, Laurence Ubong Williams, Shaun Dooley, Michael Wildman, Jude Akuwudike, Bilal Hasna y Janine Duvitski. Sus personajes fueron revelados más tarde, con Ashbourne poniendo voz a Olwyn; Qafouri y Wainwright como Hama y Haleth, respectivamente; Williams como Fréaláf; Shaun Dooley como Freca; Michael Wildman como General Targg; Jude Akuwudike como Lord Thorne; Bilal Hasna como Lief; y Janine Duvitski como Old Pennicruik.
El personaje Saruman de El Señor de los Anillos aparece en la película. Para la voz del personaje se utilizó una grabación de archivo de Christopher Lee, que interpretó a Saruman en las películas de Jackson y falleció en junio de 2015. Los productores recibieron permiso para utilizar una grabación de Lee de su esposa Birgit Kroencke antes de su muerte en junio de 2024. Estudiaron la posibilidad de contratar a un actor que imitara la voz de Lee en caso de que no se encontrara una grabación de archivo adecuada, pero Boyens no estaba convencida de que ningún actor pudiera igualar a Lee y se alegró de que finalmente no tuvieran que hacer un nuevo casting. La grabación es una toma alternativa de una escena de la trilogía cinematográfica de Jackson El Hobbit (2012-2014).

### Animación

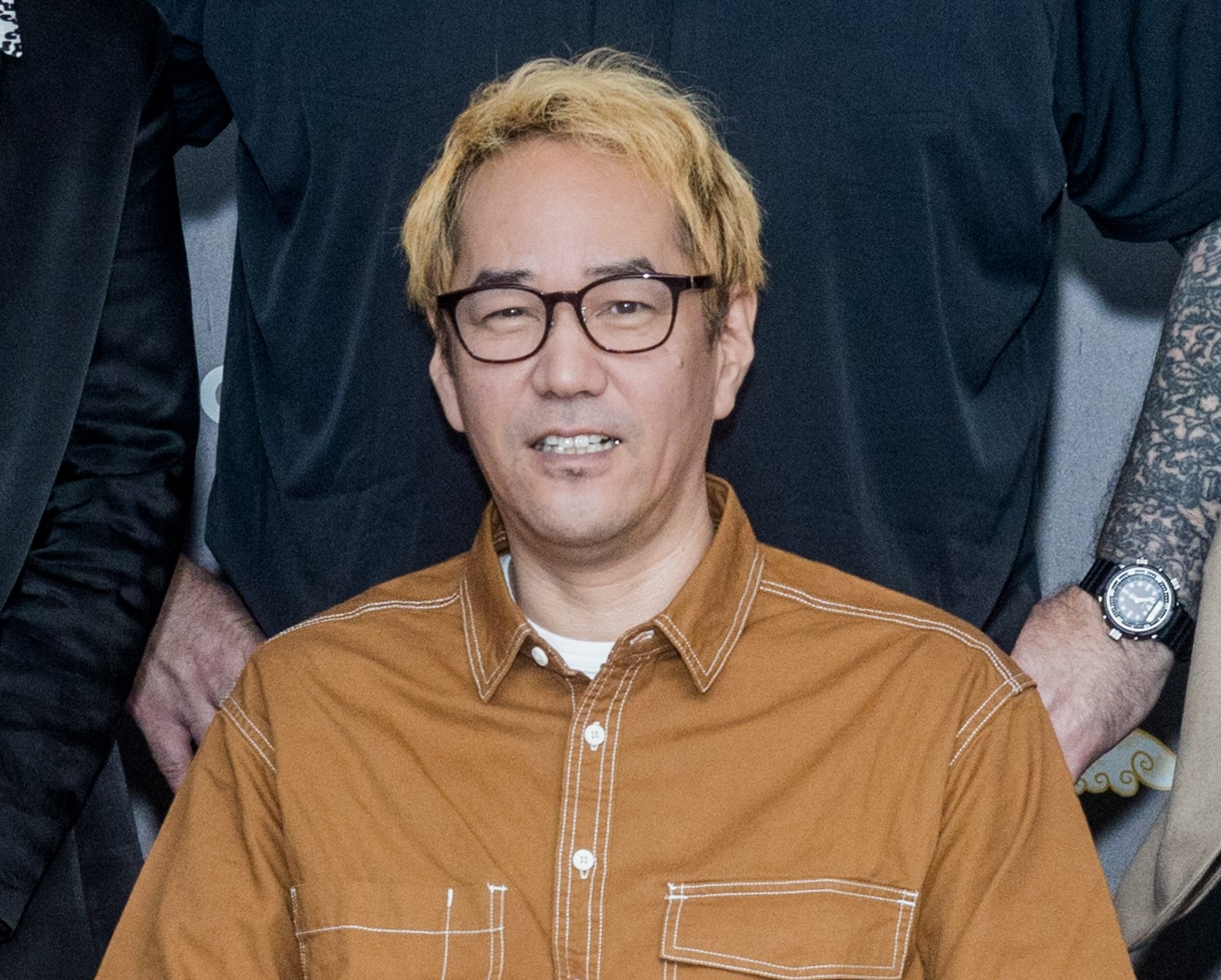
El director Kenji Kamiyama en el Festival de Cine de Annecy en junio de 2023, donde promocionó la película.

Richard Taylor, director creativo de la empresa de efectos especiales Wētā Workshop, y los ilustradores Alan Lee y John Howe regresaron de la trilogía cinematográfica de Jackson para trabajar en La guerra de los Rohirrim. El estilo visual de la película se describió como basado en el de las películas de Jackson en lugar del estilo de las anteriores películas animadas de El Señor de los Anillos de Ralph Bakshi y Rankin/Bass. Sin embargo, los productores no querían limitarse a hacer una versión animada del estilo de Jackson y, en su lugar, adoptaron el anime y, en concreto, el estilo de Kamiyama. Boyens afirma que también se inspiraron en las obras de Akira Kurosawa y Hayao Miyazaki, sobre todo en su atención a los pequeños detalles. Kamiyama quería que los personajes y las localizaciones parecieran lo más realistas posible sin dejar de ser reconocibles como anime. Entre las localizaciones de la película que ya se habían visto en las películas de acción real se incluyen la capital de Rohan, Edoras, su fortaleza en el Hornburg, que se conoce como Abismo de Helm, y la fortaleza de Isengard. Se utilizaron modelos antiguos de los archivos de Wētā como inspiración para algunos diseños.
Sola Entertainment comenzó a trabajar en la animación de la película en el momento de su anuncio en junio de 2021. Para crear la Animación 2D tradicional de la película se utilizó un enfoque único: los actores interpretaron cada escena de la película mediante captura de movimiento, que se tradujo en Animación 3D dentro del motor de juego en tiempo real de Unreal Engine; el entorno 3D se utilizó para determinar los ángulos y movimientos de cámara de la película, y esto se tradujo en la animación 2D final. Kamiyama no quería utilizar la rotoscopia para trazar las escenas en 3D. En su lugar, pidió a los artistas que utilizaran la versión en 3D como referencia al crear sus dibujos tradicionales en 2D. Este proceso creó movimientos más fluidos, pero mantuvo la sensación de animación dibujada a mano. Uno de los mayores retos para el equipo de animación fue el gran número de caballos que aparecen en la película; los caballos son importantes en la cultura de Rohan, pero también son notoriamente difíciles de animar.
En junio de 2024, la película duraba dos horas y media después de haber sido concebida originalmente como una película de 90 minutos. Más de 60 empresas habían sido contratadas para ayudar a terminar el trabajo de animación, y Chou dijo que era el proyecto más difícil en el que él y Kamiyama habían trabajado. Chou señaló que un largometraje de animación dibujado a mano suele tardar entre cinco y siete años en completarse, y atribuyó la rapidez de la producción de La guerra de los Rohirrim al enfoque único de Kamiyama y a la participación de creativos de las películas de acción real. El trabajo de animación de la película concluyó a finales de octubre.

### Música
Stephen Gallagher, el editor musical de la trilogía cinematográfica de Jackson El Hobbit, estaba componiendo la partitura de La guerra de los Rohirrim en febrero de 2023. Continuó el estilo de la música del compositor Howard Shore para las películas de Jackson y retomó el tema de Rohan de Shore de la trilogía cinematográfica de El Señor de los Anillos. La grabación de la partitura de Gallagher comenzó en marzo de 2024 con el conjunto neozelandés Stroma, que aportó instrumentos de viento y cuerda. También en marzo, se grabaron instrumentos de viento y tambores taiko en los Angel Recording Studios de Londres; se grabaron crumhorn y shawm en los Air-Edel Recording Studios de Londres; y la solista Karen Bentley Pollick fue grabada a distancia en México tocando el violín Hardanger, que Shore utilizó de forma prominente para la música de Rohan en las películas. La grabación continuó en mayo, incluyendo más sesiones en Angel Studios y la grabación con el grupo coral Tudor Consort de Nueva Zelanda. La grabación en Nueva Zelanda, que también incluyó a la arpista Michelle Velvin y a la cantante Barbara Paterson, terminó el 20 de agosto. Después de otras sesiones en Angel Studios y Air-Edel Studios esa semana, la grabación de la partitura terminó el 28 de agosto. La mezcla de sonido tuvo lugar en Park Road Post en Wellington y Gallagher terminó su trabajo en la película el 3 de octubre.
En octubre de 2024 se anunció una canción original creada para la película, titulada «The Rider». Interpretada por Paris Paloma, la canción fue escrita por Gittins y el compositor David Long. Este último también se encargó de la música de las películas de Jackson. «The Rider» fue lanzada digitalmente por WaterTower Music el 15 de noviembre junto con un vídeo musical oficial. En diciembre saldrá a la venta un álbum con la banda sonora de Gallagher.

## Mercadotecnia
En febrero de 2022 se reveló un primer vistazo al arte conceptual de la película, que mostraba la influencia de las películas de Jackson en sus efectos visuales. Kamiyama, Boyens, Chou y DeMarco hablaron de la película y mostraron imágenes sin terminar en un panel durante el Festival Internacional de Cine de Animación de Annecy en junio de 2023. El metraje recibió respuestas positivas por su combinación de los efectos visuales de Jackson y el estilo anime; John Hopewell de Variety dijo que tanto los fanes de las películas de Jackson como los del anime disfrutarían con La guerra de los Rohirrim, y destacó la brutal y sangrienta violencia mostrada. Rafael Motamayor en /Film dijo que era una de las películas de animación más esperadas de 2024.
Jackson presentó, a través de un mensaje de vídeo, un panel para la película en el próximo Festival Internacional de Cine de Animación de Annecy en junio de 2024. El panel estuvo moderado por Andy Serkis, que interpreta a Gollum en las películas de acción real y que recientemente había sido anunciado como director de El Señor de los Anillos: La caza de Gollum (2026). Kamiyama, Boyens, Chou y DeMarco volvieron a hablar del proyecto y mostraron 20 minutos de metraje del comienzo de la película. Motamayor elogió el metraje y dijo que parecía una precuela «adecuada» de las películas de Jackson. Sin embargo, afirmó que la combinación de personajes en 2D y fondos en 3D no era tan fluida como en la serie de anime Attack on Titan (2013-2023). Kambole Campbell, de Animation Magazine, se mostró de acuerdo, pero lo atribuyó a que la animación estaba inacabada. En julio, en la Comic-Con de San Diego, Chou y DeMarco hablaron de la película durante el panel del sitio web de fanes de Tolkien TheOneRing.net. Mostraron imágenes y proporcionaron algunos de los primeros productos oficiales a los asistentes al panel.
El primer tráiler se publicó en línea en agosto de 2024. Comienza con imágenes de las películas de Jackson y la música de Shore para Rohan antes de pasar a la historia y los efectos visuales de La guerra de los Rohirrim. James Whitbrook de Gizmodo pensó que esta «agresiva inclinación» hacia las conexiones con la trilogía de Jackson era reveladora, pero también dijo que el resto del tráiler parecía «muy chulo» y aportaba un nuevo e interesante estilo a las imágenes familiares de las películas de Jackson. Matt Patches, que escribe para Polygon, dijo que el tráiler era magnífico y creía que la película sería más grande que la película animada de 1978 de Bakshi El Señor de los Anillos. Jordan King de Empire calificó el tráiler de «alucinante» y opinó que la película haría honor a su nombre, mientras que Amy West de GamesRadar+ dijo que parecía «tan épica como imaginabas». La versión japonesa del tráiler reveló que el personaje Saruman aparecería en la película.
Se mostraron más imágenes de la película durante un panel en la New York Comic Con en octubre de 2024. Moderado por el presentador de televisión y ávido fan de Tolkien Stephen Colbert, en el panel participaron Kamiyama, Boyens, DeMarco, Chou, Papageorgiou, Gittins, Cox, Pasqualino y Wise. Se publicó en Internet un póster inspirado en las ilustraciones, los mapas y la música de la película, junto con un vídeo que muestra cómo se creó. Whitbrook dijo que el material mostrado en el panel «captura la estética de las queridas películas [de Jackson] a la perfección», pero también estaba dando «su propio giro a las cosas, incluso en medio de la familiaridad». Jeremy Mathai de dijo que las imágenes publicadas anteriormente no hacían justicia a lo que se mostró en el panel, que describió como una combinación de los tejemanejes políticos de la serie Juego de Tronos (2011-2019) y «un tono oscuro y maduro propio de los anteriores trabajos de anime de Kamiyama». Siguiendo la tendencia de utilizar cubos de palomitas notables para las películas a principios de 2024, AMC Theatres anunció un cubo de palomitas único para La guerra de los Rohirrim con la forma de un martillo de guerra de 27 pulgadas (68,6 cm) de largo.

## Estreno
El Señor de los Anillos: la Guerra de los Rohirrim se estrenó en cines en los mercados internacionales el 5 de diciembre de 2024, antes de estrenarse en cines en los Estados Unidos el 13 de diciembre de 2024, por Warner Bros. Pictures. Su estreno estaba previsto originalmente para el 12 de abril, antes de retrasarse hasta diciembre de 2024 debido a otros cambios de programación provocados por la Huelga SAG-AFTRA de 2023.

### Medios domésticos
El Señor de los Anillos: La Guerra de los Rohirrim se estrenó en digital el 27 de diciembre de 2024, solo 14 días después de su presentación en cines. Este rápido cambio se debió al bajo rendimiento de taquilla de la película y a la competencia por las pantallas durante la temporada navideña y de vacaciones. Se lanzó en Blu-ray el 18 de febrero. Los lanzamientos digitales y físicos incluyen featurettes sobre la realización de la película.

## Recepción

### Taquilla
A partir del 1 de enero de 2025, El Señor de los Anillos: La Guerra de los Rohirrim ha recaudado $9.1 millones en Estados Unidos y Canadá, y $11.6 millones en otros territorios, para un total mundial de $20.7 millones.
En Estados Unidos y Canadá, El Señor de los Anillos: La Guerra de los Rohirrim se estrenó junto con Kraven el cazador, y se proyectaba que recaudara entre 6 y 7 millones de dólares en 3.500 salas en su primer fin de semana. La película recaudó 625.000 dólares en los preestrenos del jueves por la noche, y luego debutó con 4,6 millones de dólares, quedando en quinto lugar detrás de Moana 2, Wicked, Kraven el cazador y Gladiator 2.

### Respuesta crítica
El Señor de los Anillos: la Guerra de los Rohirrim recibió reseñas generalmente mixtas de parte de la crítica y de la audiencia. En el sitio web agregador de reseñas Rotten Tomatoes, la película posee una aprobación de 49%, basada en 144 reseñas, con una calificación de 5.7/10 y un consenso crítico que dice "Esta versión animada de la mitología de El Señor de los Anillos tiene mucho espectáculo, pero sus personajes llenos de clichés y su animación irregular se parecen más a la media que a la Tierra Media". De parte de la audiencia tiene una aprobación de 70%, basada en más de 2500 votos, con una calificación de 3.7/5.
El sitio web Metacritic le dio a la película una puntuación de 54 de 100, basada en 32 reseñas, indicando "reseñas mixtas o promedio". Las audiencias encuestadas por CinemaScore le otorgaron a la película una "B" en una escala de A+ a F, mientras que en el sitio IMDb los usuarios le asignaron una calificación de 6.3/10, sobre la base de más de 23 000 votos. En la página web FilmAffinity la cinta tiene una calificación de 6.1/10, basada en 2634 votos.

### Reconocimientos
La película está nominada al Golden Reel Award for Outstanding Achievement in Sound Editing - Sound Effects, Foley, Dialogue and ADR for Animated Feature Film Outstanding Achievement in Sound Editing - Feature Animation en los Golden Reel Awards de 2025, concretamente por el trabajo de Brent Burge, Martin Kwok, Matt Stutter, David Farmer, Hayden Collow, Alexis Feodoroff, Dmitry Novikov, Michael Donaldson, Craig Tomlinson y Simon Riley.